# Vladimir Vikoulov
Temple de la renommée russe : 2014
Vladimir Ivanovitch Vikoulov  - en russe : Владимир Иванович Викулов (né le 20 juillet 1946 à Moscou en URSS - mort le 9 août 2013 à  Moscou en Russie) est un joueur professionnel russe de hockey sur glace.

## Biographie

### Carrière en club
Il commence sa carrière professionnelle en championnat d'URSS avec le CSKA Moscou en 1963. Il remporte douze titres de champion avec le club sportif de l'armée. Il forme régulièrement un trio d'attaque avec Viktor Poloupanov et Anatoli Firsov. Il termine avec un bilan de 526 matchs et 283 buts en élite russe. En 1979, il met un terme à sa carrière.

### Carrière internationale
Il a représenté l'URSS à 195 reprises (109 buts) sur une période de 12 ans de 1965 à 1977. L'équipe a remporté les Jeux olympiques en 1968 et 1972. Il a participé à huit éditions des championnats du monde pour un bilan de sept médailles d'or et une d'argent.

## Trophées et honneurs personnels
Championnat du monde
- 1972 : termine meilleur buteur.
- 1971, 1972 : nommé dans l'équipe type.

URSS
- 1972 : termine meilleur buteur.
- 1972 : nommé dans la meilleure ligne.
- 1970, 1971, 1972 : nommé dans l'équipe d'étoiles.

## Statistiques
Pour les significations des abréviations, voir Statistiques du hockey sur glace.

### En équipe nationale
| Année | Équipe | Compétition |    | PJ | B  | A  | Pts | Pun                |  | Résultat |
| 1966  | URSS   | CM          | 7  | 4  | 2  | 6  | 2   | Médaille d'or      |  |          |
| 1967  | URSS   | CM          | 7  | 6  | 6  | 12 | 8   | Médaille d'or      |  |          |
| 1968  | URSS   | CM & JO     | 7  | 2  | 10 | 12 | 2   | Médaille d'or      |  |          |
| 1969  | URSS   | CM          | 9  | 2  | 4  | 6  | 0   | Médaille d'or      |  |          |
| 1970  | URSS   | CM          | 10 | 9  | 5  | 14 | 0   | Médaille d'or      |  |          |
| 1971  | URSS   | CM          | 10 | 6  | 5  | 11 | 0   | Médaille d'or      |  |          |
| 1972  | URSS   | JO          |    |    |    |    |     | Médaille d'or      |  |          |
| 1972  | URSS   | CM          | 10 | 12 | 4  | 16 | 0   | Médaille d'argent  |  |          |
| 1975  | URSS   | CM          |    |    |    |    |     | Médaille d'or      |  |          |
| 1976  | URSS   | CC          | 4  | 4  | 3  | 7  | 0   | Médaille de bronze |  |          |